# Andrew Weaver
Andrew Teisher Weaver (ur. 12 lutego 1959 w Columbus) – amerykański kolarz szosowy, brązowy medalista olimpijski.

## Kariera
Największy sukces w karierze osiągnął w 1984 roku, kiedy reprezentacja USA w składzie: Ron Kiefel, Roy Knickman, Davis Phinney i Andrew Weaver zdobyła brązowy medal w drużynowej jeździe na czas podczas igrzysk olimpijskich w Los Angeles. Był to jego jedyny start olimpijski. Ponadto w tej samej konkurencji Amerykanin zwyciężył na igrzyskach panamerykańskich w San Juan w 1979 roku i rozgrywanych cztery lata później igrzyskach panamerykańskich w Caracas. Nigdy jednak nie zdobył medalu na szosowych mistrzostwach świata.